# Lençóis
Lençóis este un oraș în statul Bahia (BA) din Brazilia.